# ألفونسو أورتيز
ألفونسو أورتيز (بالإنجليزية: Alfonso Ortiz)‏ هو عالم إنسان أمريكي، ولد في 30 أبريل 1939، وتوفي في 27 سبتمبر 1998.